# Oxylides faunus
Oxylides faunus is een vlinder uit de familie van de Lycaenidae. De wetenschappelijke naam van de soort is voor het eerst geldig gepubliceerd in 1773 door Drury.